# Altaïta
L'altaïta és un mineral del grup dels sulfurs, que pertany al grup galena. Químicament és tel·lurur de plom, PbTe. Descobert el 1845 pren el seu nom de la localitat del Kazakhstan on es va trobar: Altaita. Sol portar impureses com: Ag, Au, Cu, Fe, Se, S.
Segons la classificació de Nickel-Strunz, l'altaïta pertany a «02.CD - Sulfurs metàl·lics, M:S = 1:1 (i similars), amb Sn, Pb, Hg, etc.» juntament amb els següents minerals: herzenbergita, teal·lita, alabandita, clausthalita, galena, niningerita, oldhamita, keilita, cinabri i hipercinabri.

## Formació i jaciments
Apareix típicament en filons hidrotermals associats a dipòsits d'or i tel·luri. Sol estar associat al quars i a diferents sulfurs metàl·lics. S'ha trobat associat a or pur.
Als territoris de parla catalana ha estat descrita únicament a la província de Tarragona, concretament Vimbodí i Poblet (Conca de Barberà) i a la mina Serrana, al municipi d'El Molar (Priorat).

## Ús
És una important mena metàl·lica del plom, a més dels metalls preciosos que pot portar associat.